# Redlining
Pour les articles homonymes, voir Redlining (homonymie).

Une carte HOLC de Philadelphie de 1937, indiquant les quartiers à faibles revenus. Les ménages et entreprises situées dans les zones rouges ne pouvaient pas obtenir de prêts bancaires.

Le redlining ou marquage résidentiel, est une forme de discrimination résidentielle consistant à refuser ou à limiter les prêts aux personnes habitant certaines zones géographiques. Le terme Redlining fut inventé par le sociologue John McKnight dans les années 1960 en référence à la pratique de délimiter par une ligne rouge les zones dans lesquelles les banques devaient éviter d'investir. Plus tard aux États-Unis, ce sens se généralisa pour désigner toute pratique discriminatoire (habituellement raciste) qui n'est pas fondée sur la capacité réelle de payer, sans nécessairement faire référence à un quartier précis.

## Historique
Le processus appelé « redlining » aux États-Unis s'est produit sur fond de ségrégation raciale et de discrimination à l'égard des populations minoritaires. Il trouve son origine dans les pratiques de vente de la National Association of Real Estate Boards et dans les théories sur la race et la valeur de la propriété codifiées par les économistes entourant Richard T. Ely et son Institut de recherche en économie foncière et services publics, fondé à l'Université du Wisconsin en 1920. 

### Politique fédérale
Du point de vue de la politique fédérale, la pratique du redlining débuta avec la National Housing Act en 1934 et la création de la Federal Housing Administration. Ce programme propose des prêts immobiliers abordables, mais établit une cartographie des quartiers. Le processus formalisé de redlining de la FHA a été développé par leur économiste foncier en chef, Homer Hoyt, dans le cadre d'une initiative visant à développer les premiers critères de souscription pour les prêts hypothécaires. La mise en œuvre de cette politique fédérale a accéléré le déclin et l’isolement des quartiers minoritaires du centre-ville en retenant le capital hypothécaire, rendant encore plus difficile pour ces quartiers d’attirer et de retenir les familles capables d’acheter une maison.

### Mise en œuvre
En 1935, la Federal Home Loan Bank Board demanda à la Home Owners' Loan Corporation d'étudier 239 villes et de créer des cartes résidentielles de sécurité afin d'indiquer le niveau de risque des investissements résidentiels dans chacune de ces villes. Sur les cartes, les zones les plus récentes – celles considérées comme souhaitables à des fins de prêt – étaient délimitées en vert et connues sous le nom de « Type A ». Il s’agissait généralement de banlieues aisées situées à la périphérie des villes. Les quartiers de « type B », délimités en bleu, étaient considérés comme « toujours souhaitables », tandis que les quartiers plus anciens de « type C » étaient étiquetés « en déclin » et délimités en jaune. Les quartiers de « type D » étaient entourés de rouge et étaient considérés comme les plus risqués en matière de soutien hypothécaire. Alors qu’environ 85 % des habitants de ces quartiers étaient blancs, ils comprenaient la plupart des ménages urbains afro-américains. Ces quartiers étaient généralement les quartiers les plus anciens du centre des villes ; souvent, il s'agissait également de quartiers afro-américains, et seuls six quartiers à majorité afro-américaine dans l'ensemble des États-Unis n'étaient pas évalués comme « Type D ». Les historiens de l’urbanisme émettent l’hypothèse que les cartes ont été utilisées par des entités privées et publiques pendant des années pour refuser des prêts aux personnes appartenant aux communautés noires, bien que les planificateurs et les historiens aient débattu du rôle exact de HOLC et de ses cartes dans la révision.
Les cartes redlining sont ensuite devenues importantes auprès d'organisations privées, telles que la carte de Philadelphie de 1934 de l'évaluateur J. M. Brewer. Des organisations privées ont créé des cartes conçues pour répondre aux exigences du manuel de souscription de la Federal Housing Administration. Les prêteurs devaient tenir compte des normes de la FHA s'ils souhaitaient bénéficier d'une assurance FHA pour leurs prêts. Les manuels d'évaluation de la FHA demandaient aux banques d'éviter les zones abritant des « groupes raciaux inharmonieux » et recommandaient aux municipalités d'adopter des ordonnances de zonage racialement restrictives. Entre 1945 et 1959, les Afro-Américains ont reçu moins de 2 % de tous les prêts immobiliers assurés par le gouvernement fédéral.

### Efforts législatifs pour mettre fin auredlining
Le Fair Housing Act de 1968 a été adopté pour lutter contre la pratique du redlining. Selon le Department of Housing and Urban Development (le ministère du Logement et du Développement urbain), « la loi sur le logement équitable interdit toute discrimination dans les termes, conditions ou privilèges de vente d'un logement en raison de la race ou de l'origine nationale. La loi rend également illégale toute personne ou toute autre entité dont les activités comprennent des transactions liées à l'immobilier résidentiel afin de discriminer toute personne en rendant disponible une telle transaction, ou dans les termes ou conditions d'une telle transaction, en raison de sa race ou de son origine nationale ». Le Office of Fair Housing and Equal Opportunity (Bureau du logement équitable et de l'égalité des chances) était chargé d'administrer et de faire appliquer cette loi.
L'Equal Credit Opportunity Act (ECOA) est une loi américaine (codifiée à 15 U.S.C. § 1691 et suivants), promulguée le 28 octobre 1974, [citation nécessaire] qui interdit à tout créancier de discriminer un demandeur, en ce qui concerne tout aspect d'une transaction de crédit, sur la base de la race, de la couleur, de la religion, de l'origine nationale, du sexe, de l'état civil ou de l'âge (à condition que le demandeur ait la capacité de contracter) ; [citation nécessaire] au fait que tout ou partie des revenus du demandeur proviennent d'un programme d'aide publique ; ou au fait que le demandeur a exercé de bonne foi tout droit en vertu de la loi sur la protection du crédit à la consommation. La loi s'applique à toute personne qui, dans le cours normal de ses activités, participe régulièrement à une décision de crédit, [citation nécessaire], y compris les banques, les détaillants, les sociétés émettrices de cartes bancaires, les sociétés financières et les coopératives de crédit.
La partie de la loi qui définit son autorité et sa portée est connue sous le nom de Règlement B, [citation nécessaire] du (b) qui apparaît dans l'identifiant officiel du titre 12 partie 1002 : 12 C.F.R. Article 1002.1(b) (2017). [citation nécessaire] Le non-respect du règlement B peut exposer une institution financière à une responsabilité civile pour les dommages réels et punitifs dans le cadre de recours individuels ou collectifs. La responsabilité en dommages-intérêts punitifs peut atteindre 10 000 $ dans le cas d'actions individuelles et le moindre de 500 000 $ ou 1 % de la valeur nette du créancier dans le cas d'un recours collectif.
La Community Reinvestment Act, adoptée par le Congrès en 1977, exigeait que les banques appliquent les mêmes critères de prêt dans toutes les communautés.
C'est en 1976 avec la publication obligatoire des données de prêts que les historiens prouvent que le gouvernement avait délibérément classé en rouge les quartiers habités par les Noirs.

## L'héritage du redlining
La mise en place du redlining entraîna une forte augmentation de la ségrégation raciale et à une désurbanisation des zones frappées par le redlining. Des spécialistes de l'urbanisme estimèrent que ces cartes furent utilisées pendant des années par les entreprises privées et publiques afin de refuser des prêts aux ménages des communautés noires.
Selon une étude de 2022 du projet FiveThirtyEight, le redlining a encore des conséquences cinquante ans après son interdiction : les quartiers anciennement rouges voient toujours une surreprésentation des Noirs, les quartiers anciennement bleus ou verts une surreprésentation des Blancs. Les populations qui n'avaient plus la capacité d'obtenir des prêts hypothécaires abordables dans ces zones, mais qui étaient autrement solvables, ont alors déménagé laissant sur place les plus pauvres. 
L’accès à la propriété est un moyen important par lequel les individus acquièrent de la richesse au cours de leur vie et à travers les générations. Le redlining a empêché cette accumulation de richesse dans les communautés redlinées. Une étude de l’Institut sur les actifs et la politique sociale (Brandeis University) qui a suivi les mêmes groupes de familles pendant 25 ans, a révélé qu’il existe de grandes différences de richesse entre les groupes raciaux aux États-Unis. L'écart de richesse entre les familles caucasiennes et afro-américaines étudiées a presque triplé, passant de 85 000 dollars en 1984 à 236 500 dollars en 2009. L'étude a conclu que les facteurs contribuant à l'inégalité comprenaient les années d'accession à la propriété (27%), le revenu du ménage (20%), l'éducation. (5 %), et le soutien financier familial et/ou l'héritage (5 %).
Les politiques liées au redlining peuvent également agir comme une forme de racisme environnemental, qui à son tour affecte la santé publique. Les communautés urbaines minoritaires peuvent être confrontées au racisme environnemental sous la forme de parcs plus petits, moins accessibles et de moins bonne qualité que ceux des zones plus riches ou blanches de certaines villes, ce qui peut avoir un effet indirect sur la santé. Une étude de 2022 publiée dans la revue Environmental Science & Technology Letters a révélé que les zones marquées d'une ligne rouge dans 202 villes américaines présentaient des niveaux de pollution atmosphérique plus élevés (dioxyde d'azote et particules fines) en 2010.